# Widodo Cahyono Putro
Widodo Cahyono Putro (Cilacap, 8 novembre 1970) è un allenatore di calcio ed ex calciatore indonesiano, di ruolo attaccante.

## Carriera

### Giocatore

#### Club
Ha giocato nella prima divisione indonesiana.

#### Nazionale
Con la nazionale indonesiana ha partecipato ai Coppa d'Asia 1996.

## Statistiche

### Cronologia presenze e reti in nazionale
| Cronologia completa delle presenze e delle reti in nazionale ― Indonesia | Cronologia completa delle presenze e delle reti in nazionale ― Indonesia | Cronologia completa delle presenze e delle reti in nazionale ― Indonesia | Cronologia completa delle presenze e delle reti in nazionale ― Indonesia | Cronologia completa delle presenze e delle reti in nazionale ― Indonesia | Cronologia completa delle presenze e delle reti in nazionale ― Indonesia | Cronologia completa delle presenze e delle reti in nazionale ― Indonesia | Cronologia completa delle presenze e delle reti in nazionale ― Indonesia |
| Data                                                                     | Città                                                                    | In casa                                                                  | Risultato                                                                | Ospiti                                                                   | Competizione                                                             | Reti                                                                     | Note                                                                     |
| ------------------------------------------------------------------------ | ------------------------------------------------------------------------ | ------------------------------------------------------------------------ | ------------------------------------------------------------------------ | ------------------------------------------------------------------------ | ------------------------------------------------------------------------ | ------------------------------------------------------------------------ | ------------------------------------------------------------------------ |
| 26-11-1991                                                               | Manila                                                                   | Indonesia                                                                | 2 – 0                                                                    | Malaysia                                                                 | Sud-est asiatico 1991                                                    | 1                                                                        |                                                                          |
| 6-12-1995                                                                | Chiang Mai                                                               | Indonesia                                                                | 10 – 0                                                                   | Cambogia                                                                 | Sud-est asiatico 1995                                                    | 1                                                                        |                                                                          |
| 4-12-1996                                                                | Abu Dhabi                                                                | Indonesia                                                                | 2 – 2                                                                    | Kuwait                                                                   | Coppa d'Asia 1996                                                        | 1                                                                        |                                                                          |
| 7-12-1996                                                                | Abu Dhabi                                                                | Corea del Sud                                                            | 4 – 2                                                                    | Indonesia                                                                | Coppa d'Asia 1996                                                        | 1                                                                        |                                                                          |
| 27-2-1997                                                                | Kuala Lumpur                                                             | Indonesia                                                                | 1 – 0                                                                    | Vietnam                                                                  | Coppa Dunhill 1997                                                       | 1                                                                        |                                                                          |
| 6-4-1997                                                                 | Giacarta                                                                 | Indonesia                                                                | 8 – 0                                                                    | Cambogia                                                                 | Qual. Mondiali 1998                                                      | 1                                                                        |                                                                          |
| 27-4-1997                                                                | Phnom Penh                                                               | Cambogia                                                                 | 1 – 1                                                                    | Indonesia                                                                | Qual. Mondiali 1998                                                      | 1                                                                        |                                                                          |
| 13-6-1997                                                                | Sanaa                                                                    | Yemen                                                                    | 1 – 1                                                                    | Indonesia                                                                | Qual. Mondiali 1998                                                      | 1                                                                        |                                                                          |
| 5-10-1997                                                                | Giacarta                                                                 | Indonesia                                                                | 5 – 2                                                                    | Laos                                                                     | Sud-est asiatico 1997                                                    | 2                                                                        |                                                                          |
| 9-10-1997                                                                | Giacarta                                                                 | Indonesia                                                                | 4 – 0                                                                    | Malaysia                                                                 | Sud-est asiatico 1997                                                    | 1                                                                        |                                                                          |
| 27-8-1998                                                                | Ho Chi Minh                                                              | Indonesia                                                                | 3 – 0                                                                    | Filippine                                                                | Tiger Cup 1998                                                           | 1                                                                        |                                                                          |
| 29-8-1998                                                                | Ho Chi Minh                                                              | Indonesia                                                                | 6 – 2                                                                    | Birmania                                                                 | Tiger Cup 1998                                                           | 1                                                                        |                                                                          |
| 20-11-1999                                                               | Giacarta                                                                 | Indonesia                                                                | 9 – 2                                                                    | Cambogia                                                                 | Qual. Coppa d'Asia 2000                                                  | 1                                                                        |                                                                          |
| Totale                                                                   |                                                                          | Presenze                                                                 | 55                                                                       |                                                                          | Reti                                                                     | 14                                                                       |                                                                          |

## Palmarès

### Giocatore

#### Competizioni nazionali
- Campionato indonesiano di calcio: 1

Gresik United: 2002